# Skenderovci (Lipik)
Skenderovci su naselje u Republici Hrvatskoj u Požeško-slavonskoj županiji, u sastavu grada Lipika.

## Zemljopis
Skenderovci se nalaze istočno od Lipika na Psunju.

## Stanovništvo
Prema popisu stanovništva iz 2011. godine Skenderovci su imali 4 stanovnika.
| broj stanovnika | 294   | 264   | 276   | 348   | 423   | 467   | 450   | 438   | 298   | 266   | 228   | 143   | 79    | 51    | 15    | 4     | 6     |
|                 | 1857. | 1869. | 1880. | 1890. | 1900. | 1910. | 1921. | 1931. | 1948. | 1953. | 1961. | 1971. | 1981. | 1991. | 2001. | 2011. | 2021. |